# Wake Up Sid
Wake Up Sid – bollywoodzka komedia romantyczna z 2009 roku. Reżyseria - debiutant Ayan Mukerji, produkcja Karan Johar (Kal Ho Naa Ho, Dostana). W rolach głównych Ranbir Kapoor i Konkona Sen Sharma. W roli ojca głównego bohatera  Anupam Kher. Akcja filmu dzieje się w Mumbaju.

## Fabuła
Siddarth Mehra (Ranbir Kapoor) przywykł do życia pozbawionego trudu. Jego dewizą jest Kogo obchodzi jutro, jeśli możemy się dobrze bawić dziś. Specjalnością Sida jest radosne rozkręcanie imprezy i zawalanie egzaminów w college'u.  Zmartwiony tym ojciec (Anupam Kher) daremnie stara się obietnicą luksusowego auta skusić syna do pracy w swojej firmie. Sid wytrzymuje nudę biurową zaledwie przez tydzień. Między ojcem a synem dochodzi do starcia i urażony Sid wyprowadza się z domu. Nie mając gdzie się podziać szuka pomocy u Aishy (Konkona Sen Sharma) zaprzyjaźnionej Bengalki, która wyruszyła z Kalkuty do Mumbaju w poszukiwaniu niezależności. W domu Aishy okazuje się, że Sid nie może żyć dalej w roli wykorzystującego wszystkich obiboka.  Przyjaźń z dziewczyną zaczyna go zmieniać...  

## Obsada
- Ranbir Kapoor - Sid Mehra
- Konkona Sen Sharma - Aisha Banerjee
- Namit Das - Rishi, przyjaciel Sida
- Shikha Talsania - Laxmi, przyjaciółka Sida
- Anupam Kher -Ram Mehra, ojciec Sida

## Kontrowersje
Producent Karan Johar tłumaczył się (m.in. przed premierem stanu Maharasztra) z użycia w rozmowie między bohaterami starej nazwy dla miasta Mumbaj - Bombaj. Przed filmem umieszczono przeprosiny i wyjaśnienie.

## Muzyka
Autorami muzyki jest trio  Shankar-Ehsaan-Loy, piosenki do słów Javed Akhtara. 
1. Wake Up Sid! (Shankar Mahadevan, Loy Mendonsa)
2. Kya Karoon?  (Clinton Cerejo, Dominique Cerejo, Loy Mendonsa).
3. Life Is Crazy (Uday Benegal, Shankar Mahadevan).
4. Aaj Kal Zindagi  (Shankar Mahadevan).
5. Iktara - (Kavita Seth, Amitabh Bhattacharya).
6. Iktara II (Amitabh Bhattacharya).